# فیلترینگ ویکی‌پدیا
سانسور ویکی‌پدیا در برخی کشورها از جمله ، ترکیه، پاکستان، ازبکستان، عربستان سعودی، سوریه، تونس، چین، فرانسه، روسیه، تایلند و بریتانیا اتفاق افتاده‌است.

## کشورها

### چین
ویکی‌پدیای چینی از مه ۲۰۰۱ شروع به کار کرد. با اینکه در اوایل سال ۲۰۰۴ رسانه‌های چینی از ویکی‌پدیا به نیکی یاد می‌کردند اما در ۳ جون ۲۰۰۴ ویکی‌پدیا را فیلتر کردند.

### ایران
در نوامبر ۲۰۱۳ گزارشی منتشر شده توسط مرکز مطالعات ارتباطات جهانی در دانشگاه پنسیلوانیا بیان کرد که از ۸۰۰٬۰۰۰ مقالهٔ اسکن شده در ویکی‌پدیای فارسی، ۹۶۳ مقاله توسط جمهوری اسلامی ایران فیلتر شده‌است. طبق گفتهٔ نویسندهٔ مقاله، فیلترینگ مقالات ویکی‌پدیا صفحات رقیبان حکومت، اقلیت‌های مذهبی، منتقدان دولت، مقامات و پلیس را هدف گرفته بود. به گفتهٔ مقاله، حدود نصف این مقالات فیلتر شده بیوگرافی دستگیرشدگان و کشته‌شدگان بوده.
به گفته گزارشگران بدون مرز، حکومت ایران برای مدت مدیدی ویکی‌پدیای س.ک.س را فیلتر کرده بود.

#### فیلتر ویکی‌پدیا در ایران ۹۸
در ۱۲ اسفند ۹۸ به گزارش آسوشیتدپرس مسدود شدن صفحه فارسی ویکی‌پدیا در ارتباط با فوت یک عضو شورای تشخیص مصلحت نظام بر اثر کرونا بوده‌است.
سید محمد میرمحمدی، عضو مجمع تشخیص مصلحت نظام و یکی از شخصیت‌های نزدیک به سید علی خامنه‌ای، رهبر جمهوری اسلامی که در بامداد دوشنبه ۱۲ اسفند بر اثر ابتلا به کرونا در بیمارستان مسیح دانشوری تهران درگذشت.
به نوشته نت‌بلاکس، اختلال در دسترسی به ویکی‌پدیای فارسی در ایران پس از فوت میرمحمدی آغاز شده و در سراسر کشور نیز اعمال شده‌است. نت‌بلاکس در توضیح فنی این اختلال نوشته‌است که ایران برای فیلتر کردن این وبسایت از همان مکانیسمی استفاده کرده که در فیلترینگ توییتر و فیس‌بوک به کار برده‌است. شبکه‌های اجتماعی توییتر و فیس‌بوک پس از رویدادهای سال ۱۳۸۸ در ایران فیلتر شده و هنوز باز نشده‌اند.

### عربستان
در ۱۱ ژوئیه ۲۰۰۶ دولت عربستان دسترسی به گوگل و ویکی‌پدیا را به دلیل محتوای حساس جنسی و سیاسی مسدود کرد.

### ترکیه
در ساعت‌های ابتدایی ۲۹ آوریل ۲۰۱۷ گروه مانیتورینگ Turkey Blocks تشخیص داد که دسترسی به تمام نسخه‌های ویکی‌پدیا در زبان‌های مختلف از دست رفته‌است.

### پاکستان
دولت پاکستان در ۱۶ بهمن ۱۴۰۱ش، ویکی‌پدیا را در این کشور فیلتر کرد. دلیل این کار، نشر مطالبی حاوی بی‌احترامی به شعائر دینی در ویکی‌پدیا اعلام شد.